# Unitat d'instruccions

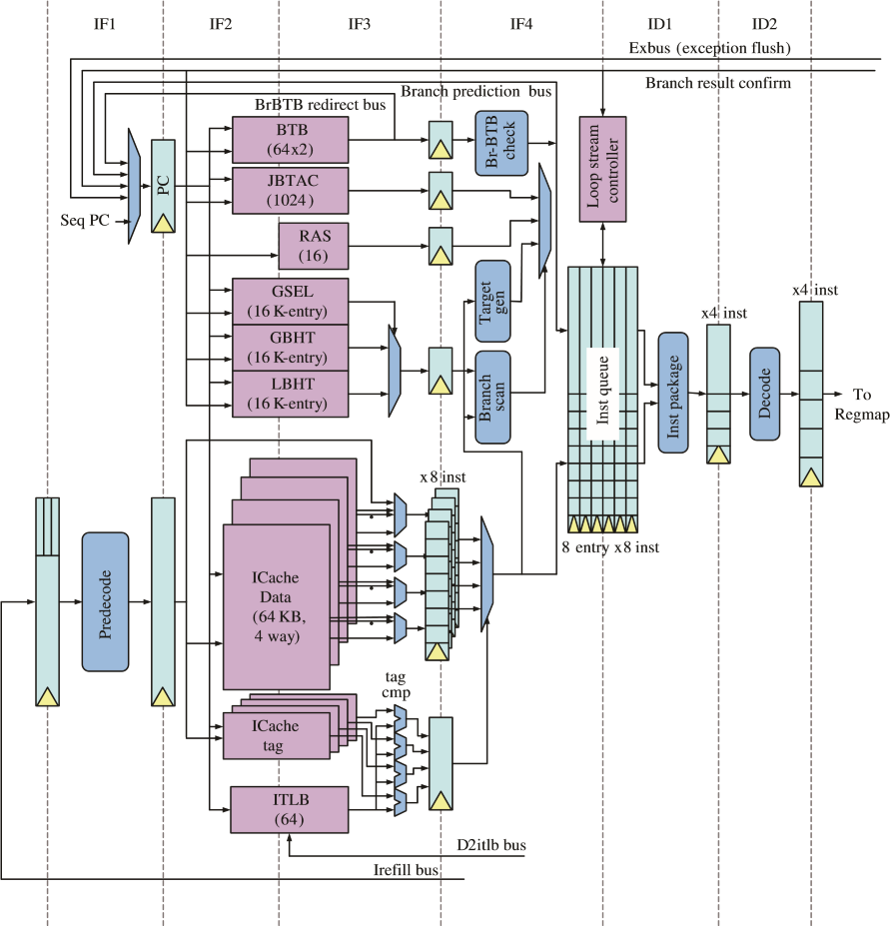
Exemple d'unitat d'obtenció d'instruccions GS464E.

La unitat d'instrucció (I-unit o IU), també anomenada, per exemple, unitat de recuperació d'instruccions (IFU), unitat d'emissió d'instruccions (IIU ), unitat de seqüenciació d'instruccions (ISU), en una unitat central de processament (CPU) és responsable d'organitzar el programa. instruccions que s'han d'obtenir de la memòria i executar-les, en un ordre adequat, i per enviar-les a una unitat d'execució (E-unit o EU). La unitat I també pot fer, per exemple, la resolució d'adreces, la recuperació prèvia, abans d'enviar una instrucció. És una part de la unitat de control, que al seu torn forma part de la CPU.
En l'estil més simple d'arquitectura d'ordinadors, el cicle d'instruccions és molt rígid i s'executa exactament tal com especifica el programador. A la part d'obtenció d'instruccions del cicle, el valor del registre del punter d'instrucció (IP) és l'adreça de la següent instrucció que s'ha d'obtenir. Aquest valor es col·loca al bus d'adreces i s'envia a la unitat de memòria; la unitat de memòria retorna la instrucció a aquesta adreça, i s'enganxa al registre d'instruccions (IR); i el valor de la IP s'incrementa o sobreescriu per un nou valor (en el cas d'una instrucció de salt o bifurcació), preparat per al següent cicle d'instruccions.
Això esdevé molt més complicat, però, un cop s'afegeixen funcions de millora del rendiment, com ara la canalització d'instruccions, l'execució fora d'ordre i, fins i tot, només la introducció d'una memòria cau d'instruccions senzilla.